# Pylargosceles
Pylargosceles is een geslacht van vlinders van de familie spanners (Geometridae), uit de onderfamilie Sterrhinae.

## Soorten
- P. limbaria Wileman, 1915
- P. steganioides Butler, 1878